# Lapidarium de Prague

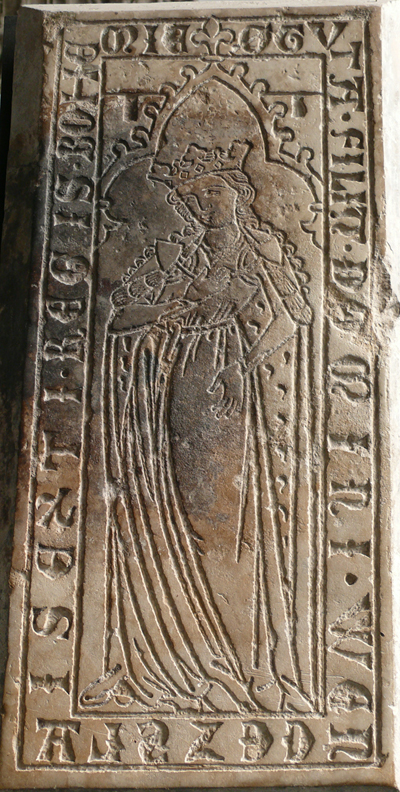
Pierre tombale de Guta, fille du roi Venceslas II, 1286

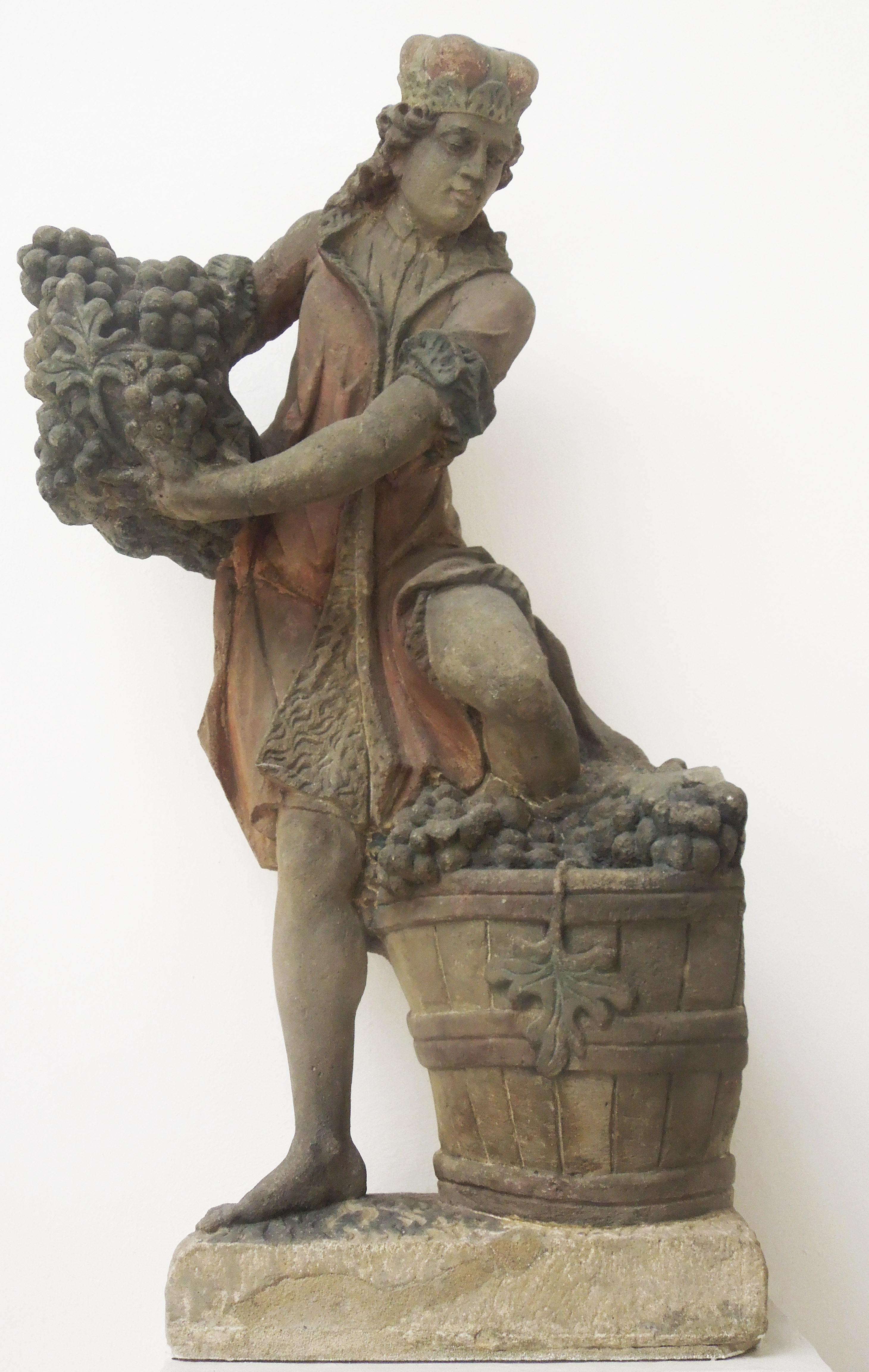
Jan Brokoff, Saint Wenceslas cueillant des raisins

Le lapidarium de Prague est un musée de sculpture qui fait partie du Musée national de Prague, en République tchèque. Ce musée lapidaire a été ouvert en 1905. Il est installé dans un palais d'été du parc des expositions Výstaviště à Prague 7 - Holešovice.
Le Lapidarium abrite de précieuses sculptures en pierre du XIe au XXe siècle. Le musée possède une collection d'environ 2 000 objets, dont 420 exposés en permanence dans huit salles, couvrant environ 1 500 mètres carrés. 

## Roman et gothique primitif
Les plus anciens fragments romans de la crypte de la basilique Saint-Guy du château de Prague sont datés de la fin du XIe siècle. L'abbaye bénédictine d'Ostrov (Insula), fondée en 999 près de Prague, est ornée de huit pierres tombales portant des figures d'abbés, ainsi que de divers fragments architectoniques du XIe au XIIIe siècle. 

## Gothique tardif
Six statues gothiques d'origine de la Tour du pont Charles (l'Empereur Charles IV, son fils, le roi Venceslas IV, les saints patrons Vitus, Adalbert de Prague, Sigismond et un lion) sont exposées. 

## Renaissance
La fontaine de Krocin de la place de la Vieille Ville a été déplacée ici entre 1911-1914. Plusieurs pierres tombales proviennent d'anciens cimetières de Prague. 

## Salle du pont Charles
Les sept plus grands ensembles de statues baroques comprennent les monuments les plus importants : l’Extase de sainte Ludgardis, réalisée par Matthias Bernard Braun, et l’Apothéose de Saint-Ignace de Loyola de Ferdinand Brokoff, tombée dans la rivière en 1890 et jamais retrouvée.

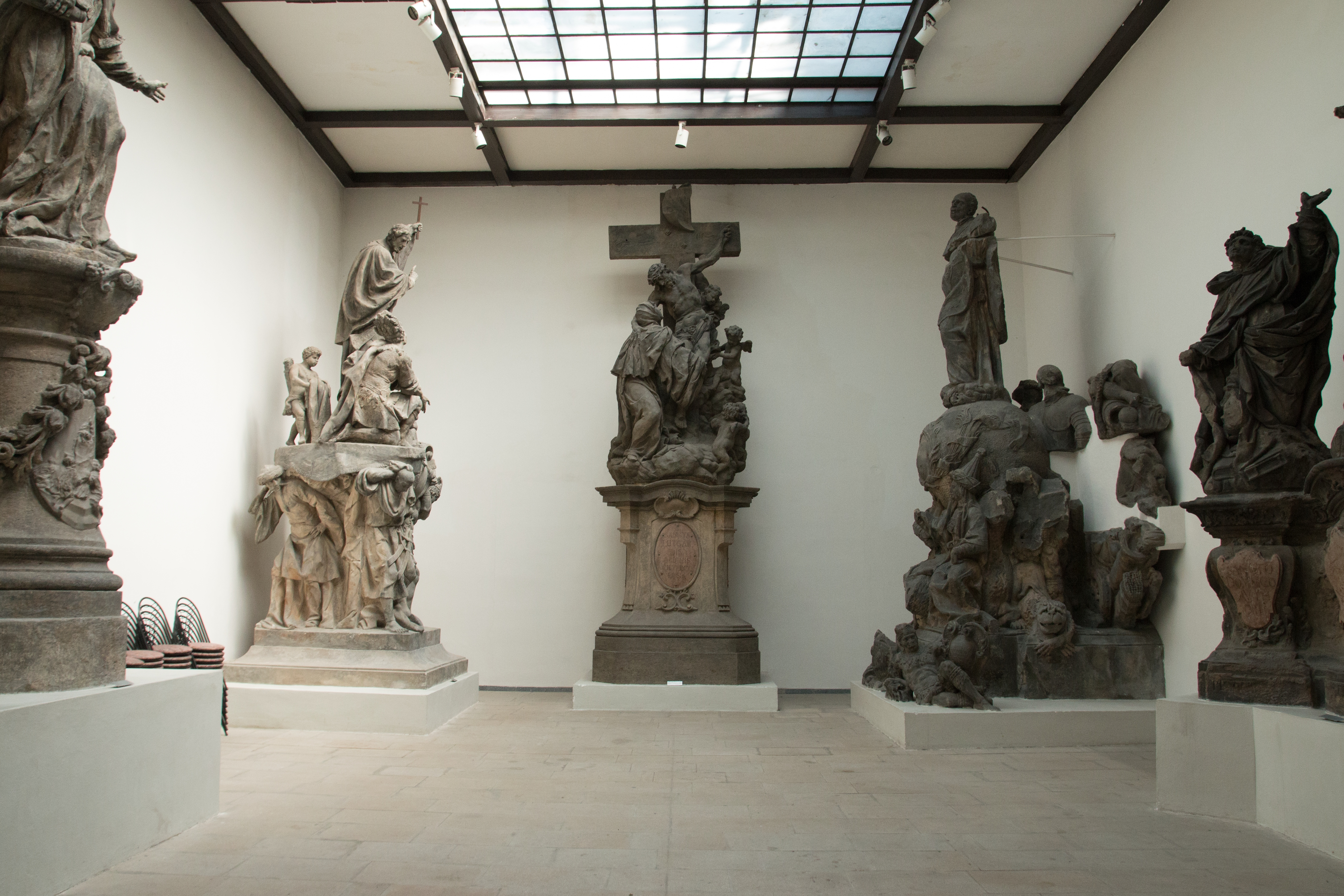
Salle des statues baroques du pont Charles

## Salle de la colonne mariale de Pest
Fragments de cinq statues réalisées par Johann Georg Bendl pour la place de la vieille ville de Prague en 1650, à l’initiative de l’empereur Ferdinand III (Maria Victoria) et détruites par les anarchistes en 1918. 

## Salle du haut style baroque de Bohême
Elle abrite la première statue du saint patron bohémien Wenceslas, réalisée par Johann Georg Bendl en 1680 pour le marché aux chevaux (plus tard la place Wenceslas). 

## Salle du style rococo et de l'historicisme
Le rococo est représenté par un ensemble de statues allégoriques du jardin de la villa Amerika par Kilian Ignaz Dienzenhofer. Les statues réalisées par Ignac Platzer proviennent du Palais Kinsky à Prague. Des maquettes de statues montrent la décoration du bâtiment historique du musée national (vers 1891). 

## Salle des empereurs Habsbourg
Les monuments des empereurs autrichiens François Ier et François-Joseph Ier ont été fondus en laiton pour des espaces publics, ainsi que le monument du maréchal Radetzky. Les bustes de François-Joseph Ier et de son épouse Elisabeth (appelée Sissi) en marbre blanc sculptés par Antonin Wagner en 1891 proviennent du Panthéon du Musée national. Bon nombre de ces monuments sont arrivés au Lapidarium après la Première Guerre mondiale, lorsque les nouvelles autorités républicaines ont retiré les symboles de la vieille monarchie austro-hongroise de leurs emplacements publics. 
En 1995, le Lapidarium a été nommé l’un des dix plus beaux espaces d'expositions muséales d’Europe.

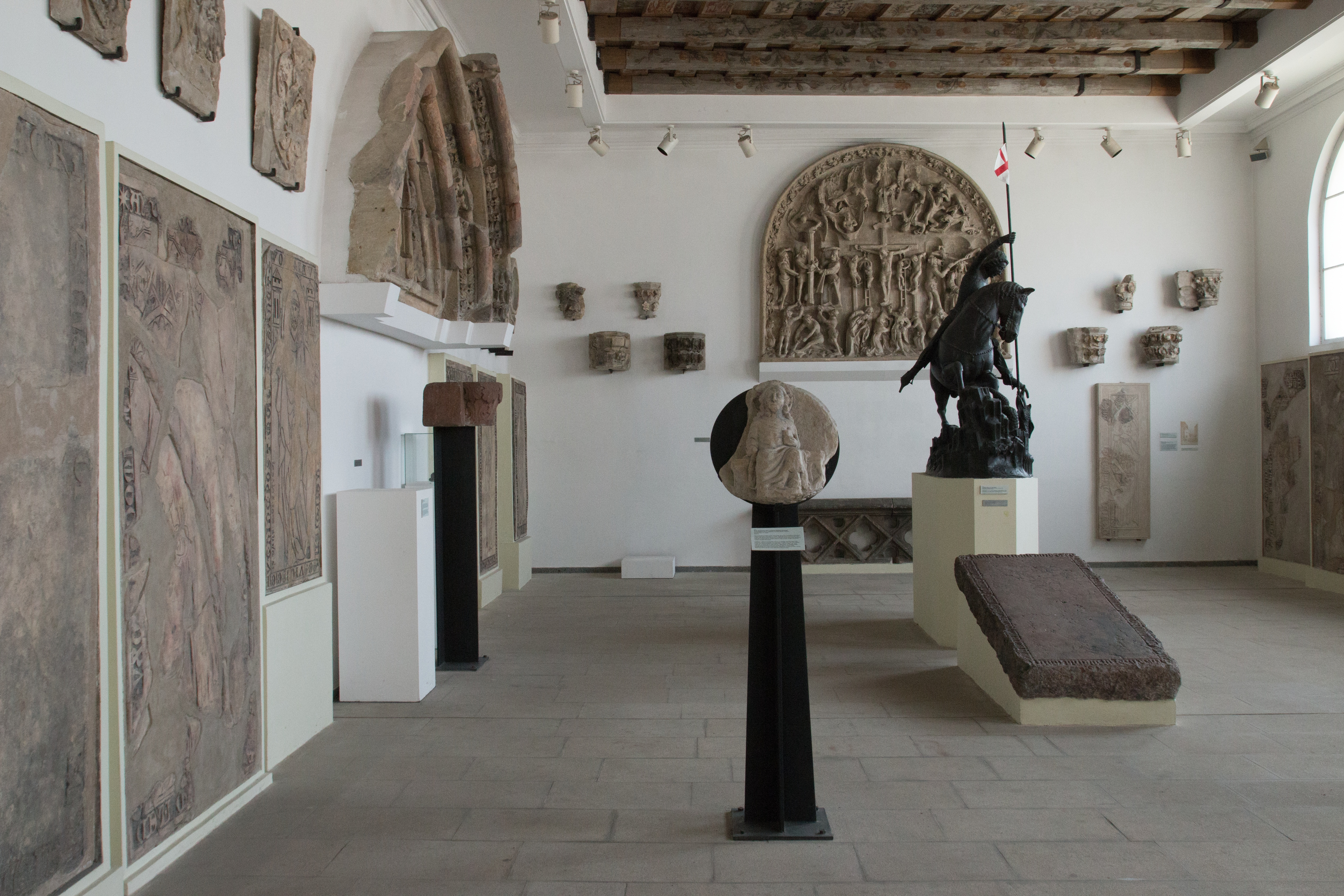
Salle de sculptures médiévales
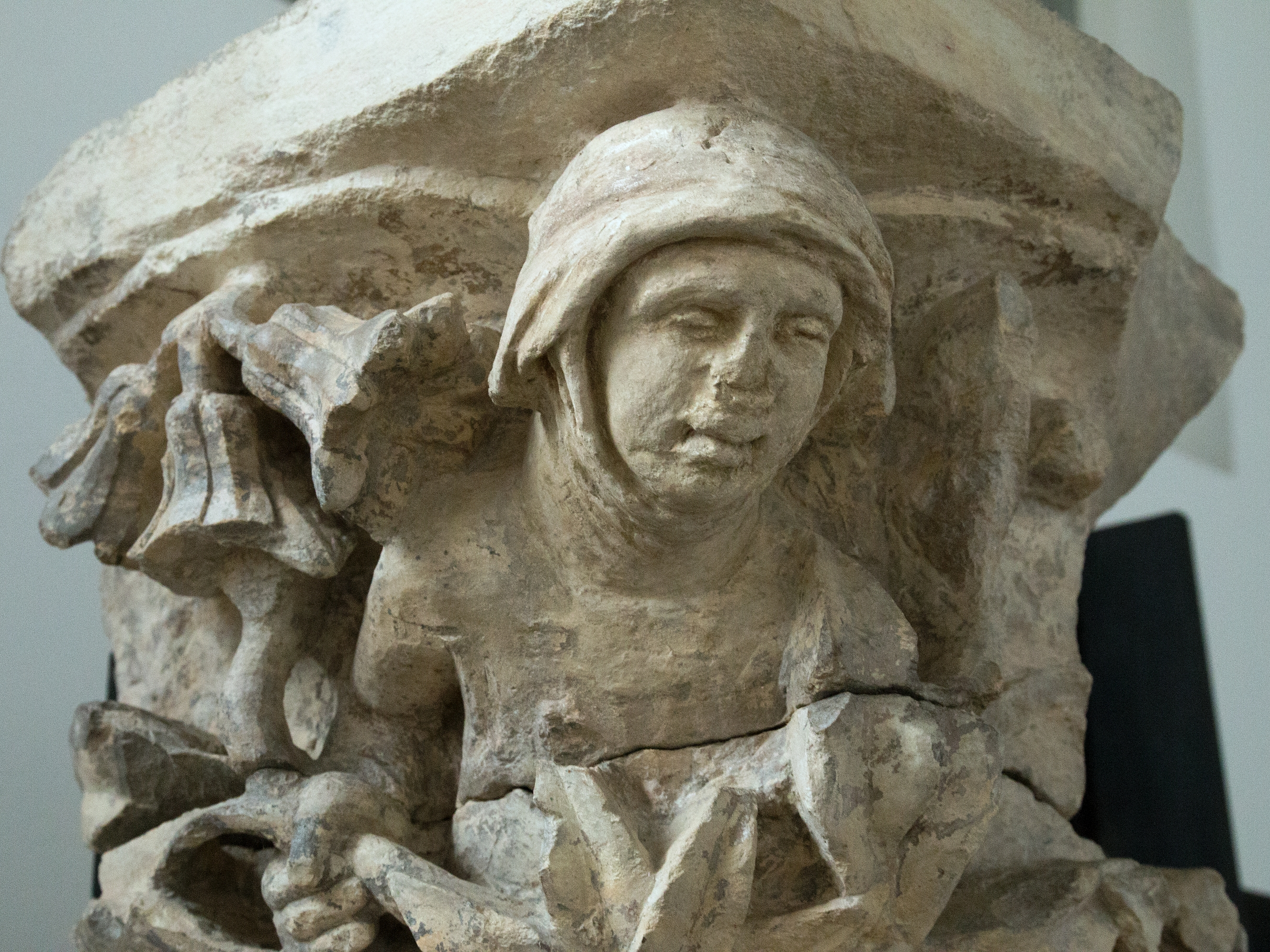
Sainte Agnès de Bohême, après 1261, de l'église du monastère Sainte-Agnès à Prague.